# Meteora (álbum)
Meteora é o segundo álbum de estúdio da banda americana de rock Linkin Park, lançado em 25 de Março de 2003 na sequência de seu álbum remix Reanimation, que incluiu remixes do seu álbum de estreia Hybrid Theory. A música em Meteora representa mudanças significativas desde o lançamento de Hybrid Theory. É formado por influências mais significativas do rapcore ("Lying from You", "Hit the Floor", "Faint", "Figure.09", "Nobody's Listening"). Sua música instrumental "Session", foi nomeada para um Grammy Award de Melhor Performance Rock Instrumental em 2003.
É o álbum mais bem sucedido na história da Billboard Modern Rock Tracks, um gráfico que se especializa em canções de rádio do gênero rock alternativo. Linkin Park foi o maior artista do ano de 2004, segundo o gráfico.
Todas as canções foram produzidas pela banda, que se inspirou na cidade grega Meteora. O álbum já vendeu mais de 8 milhões de cópias somente nos Estados Unidos, sendo certificado 8 vezes disco de platina pela RIAA, e mais de 27 milhões no mundo inteiro, tornando-se um dos álbuns mais vendidos do século XXI. Meteora também foi classificado na posição 36 na Billboard's Top 200 Álbuns da Década.
Em fevereiro de 2023, foi anunciado que a banda lançaria uma edição de 20.º aniversário de Meteora em 7 de abril de 2023. Junto a isso, eles lançaram uma demo nunca antes lançada intitulada "Lost" como o single principal da reedição.

## Gravação

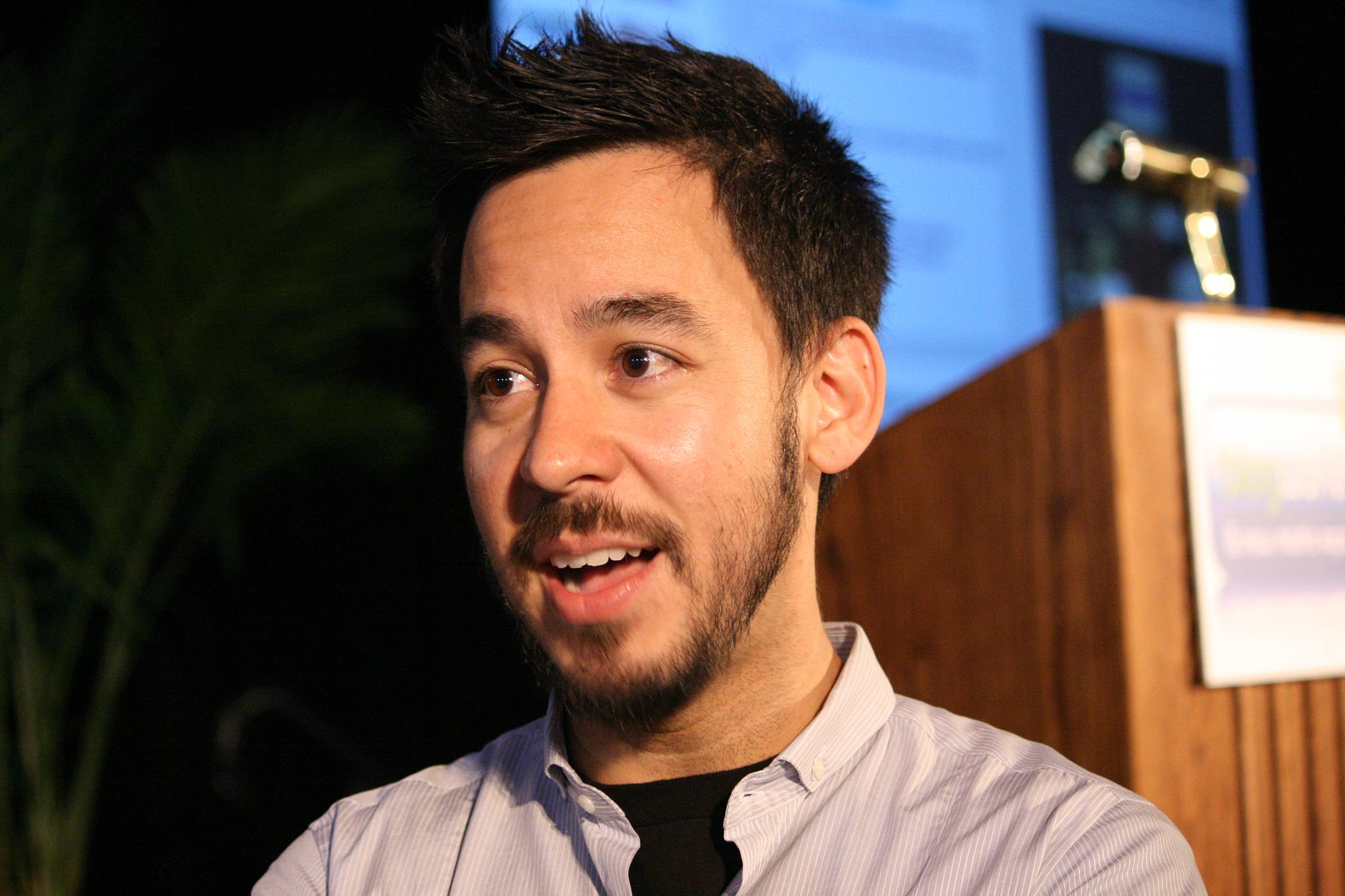
Mike Shinoda World Expo 2008.

Antes de lançar o seu segundo álbum, a banda lançou um álbum remix, intitulado Reanimation, em 2002, produzido pelo membro da banda, Mike Shinoda. A experiência levou a banda a querer produzir seu segundo álbum, enquanto ainda trabalhavam com Don Gilmore, esperando-os expandir o som de Hybrid Theory com idéias mais experimentais. No início de 2002, após a turnê de Hybrid Theory, a escrita continuou no estúdio na casa de Shinoda, e assim a pré-produção do álbum começou. A banda trabalhou em pares durante o processo de escrita, enquanto que Shinoda sempre esteve envolvido em todas as músicas. A gravação das músicas usou principalmente o Pro Tools, enquanto a banda utilizava o método tradicional de escrita, no estúdio principal.
Em junho, a pré-produção terminou e a banda se dirigiu para a produção principal. A banda finalizou com Don Gilmore como seu produtor. Quando o Reanimation foi lançado, a banda começou a escrever o conteúdo principal. Rob Bourdon passou oito horas por dia no estúdio para a gravação do álbum. Em agosto, a banda entrou no NRG Studios, enquanto Bennington também começou a escrever músicas com a banda.
| “                                                       | Nós realmente aprendemos o significado da pressão. Mas não era a pressão de pessoas externas. Foi a pressão artística de nós mesmos. Você não pode controlar o sucesso comercial de um registro, então não tem como objetivo investir energia nisso. Mas a qualidade do seu registro depende inteiramente de você, e você não pode culpar qualquer outra pessoa se você escrever músicas precárias. Antes de fazer o Meteora, escutei o "Hybrid Theory" e o "Reanimation", e eu era como: "Cara, estou realmente orgulhoso desses registros. Não lembro de como fizemos e não sei como vamos fazer isso novamente. Estamos meio ferrados. Então, felizmente, fomos capazes de nos investir totalmente no processo por 18 meses, e isso nos ajudou a fazer uma grande gravação". | ” |
| — Brad Delson, Falando sobre a escrita do álbum na MTV. | |   |

A banda terminou as versões de muitas canções antes do início do processo de gravação, mas eles adicionaram as músicas finalizadas na lista de faixas no estúdio. Em outubro de 2002, as baterias foram finalizadas e peças de guitarra foram introduzidas por Brad na sala de controle do estúdio. Até o final de outubro, as peças de baixo foram introduzidas. O próprio Don Gilmore sendo um baixista, ajudou Farrell em sua gravação. A parte dos samples de Hahn foi introduzida apenas um mês antes do prazo, de modo que Mike concluiu a gravação de "Breaking the Habit" com o arranjo de cordas do produtor David Campbell; A canção foi trabalhada por Shinoda entre cinco a seis anos. A produção vocal começou em novembro. O processo de mixagem, bem como o próprio álbum, foi concluído na cidade de Nova Iorque.
Ao gravar o álbum, o grupo compôs em torno 80 canções e diminuiu elas para 13: "É engraçado porque com o 'Meteora', provavelmente escrevemos 80 músicas diferentes no processo ao fazer essa gravação. Nós escrevemos talvez 40 e 'destruímos' tudo com exceção de algumas idéias pequenas que ainda gostamos e que seguiremos adiante", disse Phoenix. No total, a banda gravou 15 músicas completas para o álbum, 12 delas fazendo parte do corte final.

## Composição e estilo musical
Liricamente, o álbum contém elementos que incluem emoções deprimentes, raiva e recuperação. Explicando para a MTV, Bennington disse: "Nós não falamos sobre situações, falamos sobre as emoções por trás das situações. Mike e eu somos duas pessoas diferentes, então não podemos cantar sobre as mesmas coisas, mas nós dois sabemos sobre a frustração, a raiva, a solidão, o amor e a felicidade, e podemos nos relacionar nesse nível". Na mesma entrevista, Shinoda explicou: "O que realmente queríamos fazer era simplesmente empurrar-nos e empurrar uns aos outros para realmente encontrar novas maneiras de sermos criativos". Ele continuou: "Queríamos que cada amostra que estivesse em cada música fosse algo que pudesse agradar seus ouvidos - algo que talvez você nunca tenha ouvido antes".
Em uma entrevista promocional, Rob Bourdon afirmou: "Queríamos uma junção de canções que ficassem bem juntas, porque queríamos fazer um registro que pudesse aparecer no seu CD, do começo ao fim, e que nunca haveria um lugar onde você começasse a sonhar acordado".
Ao intitular o álbum, Mike disse que "Meteora era uma palavra que chamou minha atenção porque parecia enorme". Dave, Joe e Chester disseram que, assim como o Meteora, as formações rochosas na Grécia, são muito épicas, dramáticas e tem grande energia e a banda queria que o álbum tivesse esse mesmo sentimento.
Em termos de gênero, o álbum é categorizado como nu metal, rap metal, rap rock, metal alternativo,[carece de fontes?] e rock alternativo.

## Recepção
| Críticas profissionais | Críticas profissionais |
| Pontuações agregadas   | Pontuações agregadas   |
| Fonte                  | Avaliação              |
| ---------------------- | ---------------------- |
| Metacritic             | 62/100                 |
| Avaliações da crítica  |                        |
| Fonte                  | Avaliação              |
| AllMusic               | [ 22 ]                 |
| The A.V. Club          | (Misto)                |
| Blender                | [ 24 ]                 |
| E! Online              | A                      |
| Entertainment Weekly   | B+                     |
| Melodic                | [ 27 ]                 |
| NME                    | 7/10                   |
| Q                      | [ 29 ]                 |
| Rolling Stone          | [ 30 ]                 |
| Sputnikmusic           | [ 31 ]                 |

### Resposta da crítica
Meteora recebeu críticas geralmente positivas, embora os críticos observassem que o estilo musical do álbum era semelhante ao seu antecessor, Hybrid Theory (2000). O site Metacritic deu uma nota 62 (de 100) ao disco. O E! Online classificou o álbum com uma nota A, e esperava que "disparasse diretamente para as estrelas". O Entertainment Weekly descreveu o álbum como "uma perfeição de rádio amigável". A Dot Music descreveu o álbum como uma "fonte garantida de hits de rádio onipresentes". A revista Rolling Stone disse que a banda "espremiu a última vida restante dessa fórmula quase extinta", com um "um grande público". O New Musical Express disse que tinha "um grande apelo comercial", mas deixou o revisor "desapontado".
O site AllMusic descreveu o álbum como "nada mais e nada menos do que um Hybrid Theory parte 2.", acrescentando: "Mais importante ainda que, o grupo tem disciplina e habilidades de edição, mantendo essa gravação apertado em 36 minutos e 41 segundos, um movimento que o torna consideravelmente mais audível do que seus pares e, por extensão, mais poderosa, pois sabem onde concentrar sua energia, algo que muitas bandas de nu metal simplesmente não sabem". O escritor da Sputnik Music, Damrod, criticou o álbum por ser muito parecido com o Hybrid Theory, mas elogiou a qualidade da produção e a pegada do álbum, afirmando que "as músicas apenas invadem seu cérebro".
A revista Blender descreveu isso como "mais difícil, mais denso, mais feio", enquanto a revista Q descreveu o álbum como "menos um empreendimento artístico do que um exercício do alvo de marketing". A Entertainment Weekly deu ao álbum uma nota B+, chamando-o de "um álbum estrondoso, que combina perfeitamente com os elementos sônicos do grupo em perfeição amigável com a rádio".

### Performance comercial
Em sua primeira semana, Meteora estreou no número 1 na Billboard 200, sendo o primeiro álbum da banda a atingir esse feito. O álbum vendeu pelo menos 810 mil cópias sua primeira semana de lançamento. A partir de junho de 2014, o álbum vendeu 6,2 milhões de cópias nos EUA, e mais de 27 milhões de cópias em todo o mundo. O álbum foi classificado como número 36 na Billboard's Hot 200 álbuns da década.

## Faixas
Todas as faixas escritas e compostas por Linkin Park. 
| CD             |                      |         |  |
| N.º            | Título               | Duração |  |
| 1.             | "Foreword"           | 0:13    |  |
| 2.             | "Don't Stay"         | 3:07    |  |
| 3.             | "Somewhere I Belong" | 3:33    |  |
| 4.             | "Lying from You"     | 2:55    |  |
| 5.             | "Hit the Floor"      | 2:44    |  |
| 6.             | "Easier to Run"      | 3:24    |  |
| 7.             | "Faint"              | 2:42    |  |
| 8.             | "Figure.09"          | 3:17    |  |
| 9.             | "Breaking the Habit" | 3:16    |  |
| 10.            | "From the Inside"    | 2:55    |  |
| 11.            | "Nobody's Listening" | 2:58    |  |
| 12.            | "Session"            | 2:24    |  |
| 13.            | "Numb"               | 3:07    |  |
| Duração total: | Duração total:       | 36:43   |  |

| iTunes faixas bonus |                                                   |         |  |
| N.º                 | Título                                            | Duração |  |
| 1.                  | "Lying from You" (Live LP Underground Tour 2003)  | 2:55    |  |
| 2.                  | "From the Inside" (Live LP Underground Tour 2003) | 2:56    |  |
| 3.                  | "Easier to Run" (Live LP Underground Tour 2003)   | 3:22    |  |

| Edição Tour |                              |         |  |
| N.º         | Título                       | Duração |  |
| 1.          | "Somewhere I Belong" (Video) | 3:44    |  |
| 2.          | "Faint" (Video)              | 2:56    |  |
| 3.          | "Numb" (Video)               | 3:06    |  |
| 4.          | "Breaking the Habit" (Video) | 3:18    |  |

## Edição de 20.º aniversário
Em janeiro de 2023, a banda começou a divulgar o 20.º aniversário de Meteora atualizando seu site, apresentando uma contagem regressiva que terminaria em 1.º de fevereiro, onde foi especulado que eles anunciariam algo relacionado ao seu segundo álbum. Quando a contagem regressiva terminou, o site foi atualizado novamente no estilo de um jogo interativo que progredia todos os dias até o anúncio da canção "Lost", em 7 de fevereiro, para comemorar o vigésimo aniversário do álbum. A demo inédita foi lançada em 10 de fevereiro junto com o anúncio oficial da reedição de 20.º aniversário, que foi lançada em 7 de abril de 2023. O CD Deluxe apresenta a mixagem original de Andy Wallace de "Lost", chamada "Lost (2002 Mix)", como a 14.ª faixa do primeiro disco (de um total de seis), depois de "Numb".
O boxset "Super Deluxe" da edição de 20.º aniversário de Meteora, intitulada Meteora20, apresenta a lista de faixas original; um lançamento estendido de Live in Texas, apresentando faixas anteriormente omitidas do lançamento do CD; uma performance ao vivo inédita em Nottingham, Inglaterra, em 2003, intitulada Live in Nottingham 2003; demos lançados anteriormente para o fã-clube Linkin Park Underground, intitulado LPU Rarities 2.0; um disco com gravações ao vivo lançadas anteriormente, intitulado Live Rarities 2003–2004; um disco com demos inéditas, intitulado Lost Demos; e três outros conteúdos inéditos em torno do álbum, como um documentário e outros shows ao vivo lançados em DVD.

### Lista de faixas
A edição de 20.º aniversário inclui o álbum original (em CD, vinil e digital) no disco um.
Todas as faixas escritas e compostas por Linkin Park, exceto onde indicado. 
| Disco 2 – Live in Texas (vinil e digital; álbum duplo de vinil; vinil exclusivo para a edição super deluxe) |                       |                                                         |         |  |
| N.º | Título                | Compositor(es)                                          | Duração |  |
| 1. | "Don't Stay"          |                                                         | 3:19    |  |
| 2. | "Somewhere I Belong"  |                                                         | 3:35    |  |
| 3. | "Lying from You"      |                                                         | 3:07    |  |
| 4. | "Papercut"            |                                                         | 3:06    |  |
| 5. | "Points of Authority" |                                                         | 3:26    |  |
| 6. | "Runaway"             | Linkin Park Mark Wakefield                              | 3:07    |  |
| 7. | "Faint"               |                                                         | 2:46    |  |
| 8. | "From the Inside"     |                                                         | 3:01    |  |
| 9. | "Figure.09"           |                                                         | 3:51    |  |
| 10. | "With You"            | Linkin Park Dust Brothers (Michael Simpson & John King) | 3:20    |  |
| 11. | "By Myself"           |                                                         | 4:07    |  |
| 12. | "P5hng Me A*Wy"       |                                                         | 5:05    |  |
| 13. | "Numb"                |                                                         | 3:14    |  |
| 14. | "Crawling"            |                                                         | 3:42    |  |
| 15. | "In the End"          |                                                         | 4:04    |  |
| 16. | "A Place for My Head" | Linkin Park Wakefield Dave Farrell                      | 3:57    |  |
| 17. | "One Step Closer"     |                                                         | 4:01    |  |
| Duração total:                                                                                              | Duração total:        | Duração total:                                          | 58:48   |  |

| Disco 3 – Live in Nottingham 2003 (vinil e digital; álbum duplo de vinil; vinil exclusivo para a edição super deluxe) |                       |                               |         |  |
| N.º | Título                | Compositor(es)                | Duração |  |
| 1. | "Session"             |                               | 1:14    |  |
| 2. | "Don't Stay"          |                               | 3:16    |  |
| 3. | "Somewhere I Belong"  |                               | 3:37    |  |
| 4. | "Lying from You"      |                               | 3:40    |  |
| 5. | "Papercut"            |                               | 3:06    |  |
| 6. | "Points of Authority" |                               | 3:26    |  |
| 7. | "Runaway"             | Linkin Park Wakefield         | 3:53    |  |
| 8. | "Faint"               |                               | 2:47    |  |
| 9. | "From the Inside"     |                               | 2:56    |  |
| 10. | "Hit the Floor"       |                               | 3:18    |  |
| 11. | "With You"            | Linkin Park Dust Brothers     | 3:45    |  |
| 12. | "Crawling"            |                               | 4:00    |  |
| 13. | "In the End"          |                               | 4:30    |  |
| 14. | "Easier to Run"       |                               | 4:05    |  |
| 15. | "A Place for My Head" | Linkin Park Wakefield Farrell | 3:58    |  |
| 16. | "One Step Closer"     |                               | 4:04    |  |
| Duração total: | Duração total:        | Duração total:                | 52:55   |  |

| Disco 4 – LPU Rarities 2.0 (CD, vinil e digital; álbum duplo de vinil; vinil exclusivo para o conjunto de vinil) |                                                                       |                                          |         |  |
| N.º | Título                                                                | Compositor(es)                           | Duração |  |
| 1. | "A.06"                                                                |                                          | 0.54    |  |
| 2. | "Pretty Bird" ("Somewhere I Belong" 2002 demo)                        |                                          | 4:05    |  |
| 3. | "Sold My Soul to Yo Mama"                                             | Chester Bennington Joe Hahn Mike Shinoda | 1:58    |  |
| 4. | "Standing in the Middle" (participação de KutMasta Kurt e Motion Man) | Shinoda KutMasta Kurt Paul Laster        | 3:22    |  |
| 5. | "Program" (Meteora demo)                                              |                                          | 3:32    |  |
| 6. | "Faint" (demo 2002)                                                   |                                          | 3:11    |  |
| 7. | "Figure.09" (demo 2002)                                               |                                          | 3:24    |  |
| 8. | "Drawing" ("Breaking the Habit" demo 2002)                            |                                          | 3:32    |  |
| 9. | "Cumulus" (2002 demo)                                                 |                                          | 3:04    |  |
| 10. | "A-Six" (original long version)                                       |                                          | 3:51    |  |
| 11. | "Soundtrack" (Meteora demo)                                           |                                          | 3:16    |  |
| 12. | "Broken Foot" (Meteora demo)                                          |                                          | 2:43    |  |
| 13. | "Ominous" (Meteora demo)                                              |                                          | 3:08    |  |
| 14. | "Unfortunate" (unreleased demo 2002)                                  |                                          | 2:07    |  |
| 15. | "Pepper" (Meteora demo)                                               |                                          | 2:56    |  |
| 16. | "Breaking the Habit" (original Mike 2002 demo)                        |                                          | 3:18    |  |
| 17. | "Halo" (unreleased demo 2002)                                         |                                          | 3:42    |  |
| 18. | "Rhinocerous" (2002 demo)                                             |                                          | 3:35    |  |
| 19. | "Attached" (2003 demo)                                                |                                          | 3:29    |  |
| Duração total:                                                                                                   | Duração total:                                                        | Duração total:                           | 55:47   |  |

| Disco 5 – Live Rarities 2003–2004 (CD, vinil e digital; vinil exclusivo para conjunto de vinil) |                                                                                   |         |  |
| N.º                                                                                             | Título                                                                            | Duração |  |
| 1.                                                                                              | "Lying from You" (live LPU Tour 2003)                                             | 3:04    |  |
| 2.                                                                                              | "From the Inside" (live LPU Tour 2003)                                            | 2:56    |  |
| 3.                                                                                              | "Easier to Run" (live LPU Tour 2003)                                              | 3:21    |  |
| 4.                                                                                              | "Step Up" (live Projekt Revolution 2002)                                          | 4:15    |  |
| 5.                                                                                              | "My December" (live Projekt Revolution 2002)                                      | 4:27    |  |
| 6.                                                                                              | "Crawling" (live Reading Festival 2003)                                           | 3:35    |  |
| 7.                                                                                              | "Breaking the Habit" (live Rock am Ring 2004)                                     | 5:35    |  |
| 8.                                                                                              | "Step Up"/"Nobody's Listening"/"It's Goin' Down" (live)                           | 4:57    |  |
| 9.                                                                                              | "Wish" (live Projekt Revolution 2004)                                             | 4:28    |  |
| 10.                                                                                             | "One Step Closer" (participação de Jonathan Davis) (live Projekt Revolution 2004) | 3:57    |  |
| Duração total:                                                                                  | Duração total:                                                                    | 38:35   |  |

| Disco 6 – Lost Demos (CD e digital; CD exclusivo para a edição super deluxe) |                                      |         |  |
| N.º                                                                          | Título                               | Duração |  |
| 1.                                                                           | "Lost"                               | 3:19    |  |
| 2.                                                                           | "Fighting Myself"                    | 3:21    |  |
| 3.                                                                           | "More the Victim"                    | 2:41    |  |
| 4.                                                                           | "Massive"                            | 3:08    |  |
| 5.                                                                           | "Healing Foot"                       | 3:31    |  |
| 6.                                                                           | "A6" (Meteora20 demo)                | 3:55    |  |
| 7.                                                                           | "Cuidado" (Lying from You demo)      | 3:18    |  |
| 8.                                                                           | "Husky" (Hit the Floor demo)         | 3:14    |  |
| 9.                                                                           | "Interrogation" (Easier to Run demo) | 3:40    |  |
| 10.                                                                          | "Faint" (Meteora20 demo)             | 3:56    |  |
| 11.                                                                          | "Plaster 2" (Figure.09 demo)         | 2:57    |  |
| 12.                                                                          | "Shifter" (From the Inside demo)     | 3:25    |  |
| 13.                                                                          | "Wesside"                            | 3:14    |  |
| 14.                                                                          | "Resolution"                         | 4:37    |  |
| Duração total:                                                               | Duração total:                       | 45:36   |  |

| Faixa bônus da edição deluxe em CD |                   |         |  |
| N.º                                | Título            | Duração |  |
| 14.                                | "Lost" (2002 mix) | 3:19    |  |

## Desempenho nas tabelas

### Paradas musicais
| Paradas (2003)                  | Melhor posição |
| ------------------------------- | -------------- |
| Alemanha (Media Control Charts) | 1              |
| Austrália (ARIA Charts)         | 2              |
| Áustria (Ö3 Austria Top 40)     | 1              |
| Bélgica (Ultratop 50 Flandres)  | 1              |
| Bélgica (Ultratop 40 Valônia)   | 1              |
| Canadá (Canadian Albums Chart)  | 2              |
| Dinamarca (Hitlisten)           | 3              |
| Escócia (Scottish Albums Chart) | 2              |
| Espanha (PROMUSICAE)            | 1              |
| Estados Unidos (Billboard 200)  | 1              |
| Finlândia (IFPI)                | 2              |
| França (SNEP)                   | 3              |
| Grécia (IFPI)                   | 2              |
| Holanda (MegaCharts)            | 2              |
| Hungria (MAHASZ)                | 2              |
| Irlanda (IRMA)                  | 1              |
| Itália (FIMI)                   | 1              |
| Japão (Oricon)                  | 6              |
| Noruega (VG-lista)              | 1              |
| Nova Zelândia (RMNZ)            | 1              |
| Polônia (ZPAV)                  | 3              |
| Portugal (AFP)                  | 1              |
| Reino Unido (UK Albums Chart)   | 1              |
| Suécia (Sverigetopplistan)      | 1              |
| Suíça (Schweizer Hitparade)     | 1              |

| Paradas (2009)    | Melhor posição |
| ----------------- | -------------- |
| México (AMPROFON) | 98             |

## Certificações
| Território     | Certificador      | Certificação |
| -------------- | ----------------- | ------------ |
| Alemanha       | BVMI              | 5× Platina   |
| Argentina      | CAPIF             | Ouro         |
| Austrália      | ARIA              | 4× Platina   |
| Áustria        | IFPI              | Platina      |
| Bélgica        | BEA               | Ouro         |
| Brasil         | Pro-Música Brasil | Platina      |
| Canadá         | Music Canada      | 4× Platina   |
| Dinamarca      | IFPI              | 4× Platina   |
| Espanha        | PROMUSICAE        | Platina      |
| Estados Unidos | RIAA              | 8× Platina   |
| Europa         | IFPI              | 3× Platina   |
| Finlândia      | IFPI              | Ouro         |
| França         | SNEP              | 2× Platina   |
| Grécia         | IFPI              | Platina      |
| Hong Kong      | IFPI              | Ouro         |
| Hungria        | MAHASZ            | Ouro         |
| Itália         | FIMI              | 2× Platina   |
| Japão          | RIAJ              | Platina      |
| México         | AMPROFON          | Ouro         |
| Nova Zelândia  | RMNZ              | 5× Platina   |
| Polônia        | ZPAV              | Platina      |
| Portugal       | AFP               | Ouro         |
| Reino Unido    | BPI               | 3× Platina   |
| Rússia         | NFPF              | Ouro         |
| Singapura      | RIAS              | Ouro         |
| Suécia         | IFPI              | Ouro         |
| Suíça          | IFPI              | Platina      |

### Singles
| Ano  | Canção                   | Melhor Posição | Melhor Posição | Melhor Posição | Melhor Posição | Melhor Posição | Melhor Posição | Melhor Posição | Melhor Posição | Melhor Posição | Melhor Posição | Melhor Posição | Melhor Posição | Melhor Posição | Melhor Posição | Melhor Posição | Melhor Posição |
| Ano  | Canção                   | EUA            | EUA Alt.       | EUA Main       | AUS            | NZL            | UK             | BEL            | FRA            | FRA            | ALE            | ITA            | IRL            | HOL            | NOR            | SUE            | SUI            |
| ---- | ------------------------ | -------------- | -------------- | -------------- | -------------- | -------------- | -------------- | -------------- | -------------- | -------------- | -------------- | -------------- | -------------- | -------------- | -------------- | -------------- | -------------- |
| 2003 | "Somewhere I Belong"     | 32             | 1              | 1              | 13             | 1              | 10             | 33             | 14             | 32             | 12             | 13             | 4              | 14             | 12             | 19             | 15             |
| 2003 | "Faint"                  | 48             | 1              | 2              | 25             | —              | 15             | 44             | —              | —              | 40             | 29             | 26             | 20             | —              | 49             | 32             |
| 2003 | "Numb" (Platina)         | 11             | 1              | 1              | 11             | 13             | 14             | 48             | 19             | —              | 19             | 47             | 16             | 2              | —              | 23             | 15             |
| 2004 | "From the Inside"        | —              | —              | 15             | 37             | 50             | —              | —              | —              | 35             | 35             | —              | —              | —              | —              | 54             | 38             |
| 2004 | "Lying from You" (promo) | 58             | 1              | 2              | —              | —              | —              | —              | —              | —              | —              | —              | —              | —              | —              | —              | —              |
| 2004 | "Breaking the Habit"     | 20             | 1              | 1              | 23             | 27             | 39             | —              | —              | 27             | 25             | —              | 46             | 41             | —              | —              | 56             |

## Pessoal
| Linkin Park - Chester Bennington – vocais principais - Mike Shinoda – vocais rapper, guitarra rítmica, teclado, piano, arranjo de cordas em "Faint" e "Breaking the Habit" - Brad Delson – guitarra principal - Dave "Phoenix" Farrell – baixo - Joe Hahn – turntables, samples, programação - Rob Bourdon – bateria, percussão Músicos adicionais - David Campbell – Arranjo de cordas em "Faint" e "Breaking the Habit" - Joel Derouin, Charlie Bisharat, Alyssa Park, Sara Parkins, Michelle Richards, Mark Robertson – Violinos - Evan Wilson, Bob Becker – Violas - Larry Corbett, Dan Smith – Celli - David Zasloff – Shakuhachi flauta em "Nobody's Listening" Produção - Produção por Don Gilmore e Linkin Park - Gravado por Don Gilmore - EnrJohn Ewing, Jr. – Engenheiro de áudio - Fox Phelps – Assistente de engenharia - Andy Wallace – Mixagem em Soundtrack Studios, Nova York, NY - Steve Sisco – Assistência em mixagem - Brian "Big Bass" Gardner – Mastering, edição digital em Bernie Grundman Mastering | Gestão - Tom Whalley & Jeff Blue – A&R - Marny Cameron – A&R coordenação - Peter Standish & Kevin Sakoda – Diretores de Marketing - Representação mundial: Rob McDermott para a empresa com servidão adicional por Ryan Saullo, Ryan Demarti e Noah Edelman - Agentes de reservas: Michael Arfin para o artista/grupo, Internacional - Danny Hayes – Legal para Davis, Shapiro, Lewit, Montone & Hayes - Michael Oppenheim & Jonathan Schwartz – Gerentes de negócios para Gudvi, Sussman & Oppenheim - Licenciamento e merchandising mundial: Bandmerch Arte - Mike Shinoda & The Flem – direção criativa - The Flem – direção de arte & design - Delta, Mike Shinoda, Joe Hahn & The Flem – Artistas de instalação - James R. Minchin III – Fotografia - Nick Spanos – Pintura em spray e fotos em close |

Crédidos atribuídos ao site Allmusic.